# Kanglung
Kanglung är en ort i Bhutan.   Den ligger i distriktet Trashigang, i den östra delen av landet, 190 kilometer öster om huvudstaden Thimphu. Kanglung ligger 1 240 meter över havet och antalet invånare är 1 811.
Terrängen runt Kanglung är mycket bergig. Runt Kanglung är det ganska tätbefolkat, med 70 invånare per kvadratkilometer.. Kanglung är det största samhället i trakten.
I omgivningarna runt Kanglung växer i huvudsak blandskog.